# Hermann Staudinger

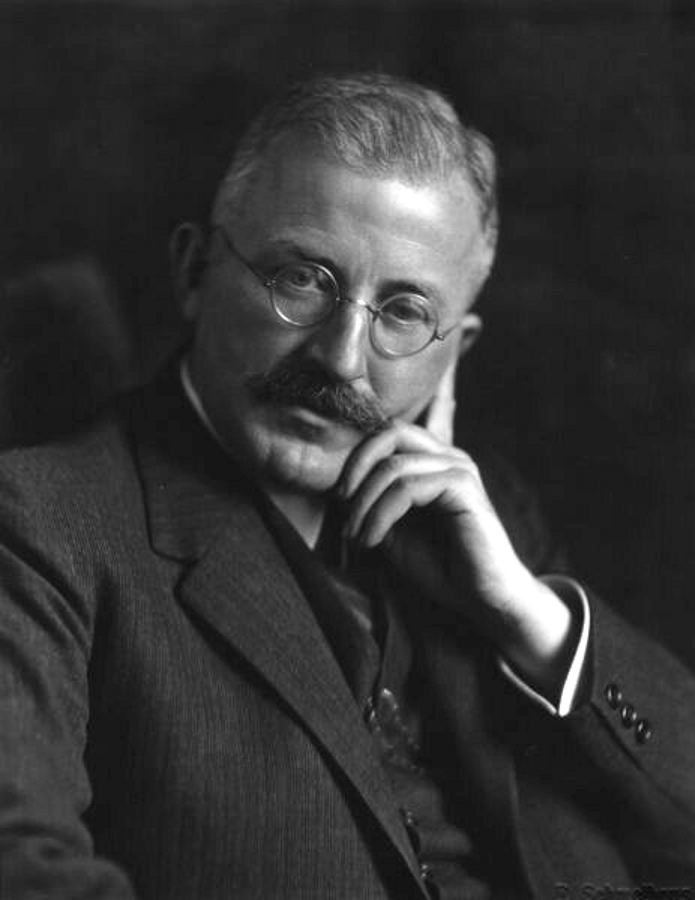
Hermann Staudinger

Hermann Staudinger (* 23. März 1881 in Worms; † 8. September 1965 in Freiburg im Breisgau) war ein deutscher Chemiker und Nobelpreisträger.
Staudinger war organischer Chemiker und begründete die makromolekulare Chemie (Polymerchemie, Chemie der Makromoleküle). Er leistete wichtige Beiträge zur Strukturaufklärung der Makromoleküle Cellulose, Stärke, Kautschuk und Polystyrol. Er entdeckte die Stoffgruppe der Ketene und fand ein Verfahren zur Darstellung von Diazomethan, eine Reduktionsmethode von Carbonylgruppen zu Methylengruppen.

## Leben
Hermann Staudinger kam als Sohn des Gymnasialprofessors Franz Staudinger und dessen Ehefrau Auguste Staudinger, geborene Wenck, zur Welt. Er hatte zwei Brüder und eine Schwester, Luise Federn-Staudinger. Sein Vater war ein führender Theoretiker der Genossenschaftsbewegung und mit tonangebenden Sozialdemokraten, unter anderem August Bebel und Eduard Bernstein, bekannt. Mit letzterem verband ihn eine lebenslange Freundschaft. Die Mutter war Frauenrechtlerin. Hermann Staudinger entstammt einer Staudingerlinie aus Marburg, die sich ca. bis in das Jahr 1540 zurückverfolgen lässt. Er ist aber nicht mit Julius von Staudinger, dem Autor des Kommentars zum BGB, verwandt.
Vor Aufnahme seines Studiums erlernte Hermann Staudinger das Tischler- und Schreinerhandwerk. Der Impuls für diese Lehre ging von seinem Vater aus, der das Verständnis seiner Kinder für die Lebenswelt der Arbeiterschaft sicherstellen wollte. Auch sein jüngerer Bruder Hans Staudinger, später Spitzenbeamter im Reichswirtschaftsministerium und im preußischen Handelsministerium sowie nach seiner Emigration Professor für Wirtschaftswissenschaften in New York, ist diesem Wunsch des Vaters gefolgt.
Nach dem Abitur im Jahre 1899 am altsprachlichen Gymnasium in Worms studierte Staudinger, der anfangs Botaniker werden wollte, Chemie an der Universität Halle (Saale), an der TH Darmstadt (bei Wilhelm Staedel) und an der LMU München. Nach zwei Semestern an der TH Darmstadt legte er das erste Verbandsexamen ab. 1903 wurde er bei Jacob Volhard in Halle promoviert (Dissertation: Anlagerung des Malonesters an ungesättigte Verbindungen) und war daraufhin bis 1907 als wissenschaftlicher Assistent in Straßburg unter Johannes Thiele tätig. Hier entdeckte er 1905 die Ketene (Diphenylketen) und deren große Reaktionsfähigkeit. Sie wurden zum Thema seiner Habilitationsschrift (1907). Zuvor hatte schon Moses Gomberg (1900) große Aufmerksamkeit durch die Entdeckung von Triphenylmethyl-Radikalen als Beispiele organischer reaktiver Zwischenstufen erhalten.

Hermann Staudinger führt ein Experiment durch, ETH Zürich, Chemiegebäude (CAB) um 1916

Staudinger wurde danach auf eine außerordentliche Professur am Institut für Organische Chemie in Karlsruhe berufen. Im Jahre 1912 folgte er einem Ruf an die Eidgenössische Technische Hochschule Zürich. Hier begann er seine Forschungen an hochmolekularen Stoffen, wie Cellulose und Kautschuk. Anders als die meisten seiner Kollegen lehnte er es im Ersten Weltkrieg ab, nationalistische und kulturimperialistische Aufrufe wie das Manifest der 93 und die Erklärung der Hochschullehrer des Deutschen Reiches zu unterzeichnen und verweigerte ebenfalls anders als fast alle seine Kollegen – abgesehen von Max Born und Albert Einstein – eine Mitarbeit an Forschung und Entwicklung chemischer Waffen für den Gaskrieg während des Ersten Weltkrieges und lehnte deren Einsatz ab. Stattdessen sprach er sich für einen sofortigen Friedensschluss nach Eintritt der USA in den Krieg aus. Er machte auch 1917 öffentlich auf die drohende Niederlage der Mittelmächte aufgrund Materialunterlegenheit aufmerksam als Folge der entscheidenden Rolle der Technik im Krieg (Aufsatz Technik und Krieg in der Zürcher Zeitung Friedens-Warte) und schrieb Ende 1917 einen Brief an die oberste Heeresführung, in dem er zu einem Verständigungsfrieden nach dem Kriegseintritt der USA aufforderte. 1919 kam es zu einem kontroversen Disput zwischen ihm und Fritz Haber wegen dessen führender Rolle im Gaskrieg der deutschen Seite.
1926 folgte Staudinger einem Ruf an das Institut für Organische Chemie der Universität Freiburg. Hier erstellte er seine bahnbrechenden Arbeiten zur makromolekularen Chemie. Aufgrund seiner pazifistischen Vergangenheit gab es Probleme mit der Berufung als Nachfolger des nach München berufenen Heinrich Wieland; viele der Freiburger Ordinarien waren dagegen, der Dekan Friedrich Oltmanns und andere setzten sich aber für Staudinger ein.
In erster Ehe war er mit Dora Staudinger (1886–1964) verheiratet. In zweiter Ehe heiratete er 1928 die Botanikerin Magda Woit (1902–1997), die über die folgenden Jahrzehnte stark in die Forschungsarbeit ihres Mannes eingebunden war.
Nach der Machtübernahme Hitlers geriet Staudinger aufgrund einer Denunziation des Rektors Martin Heidegger in Misskredit; Anlass waren unter anderem seine pazifistischen Äußerungen und Aufsätze im Ersten Weltkrieg und danach, wobei Heidegger von sich aus in seiner neuen Rolle als Rektor gegen Staudinger vorging. Aufgrund der Vorwürfe wurde ein Amtsenthebungsverfahren gegen ihn eingeleitet (siehe auch Martin Heidegger und der Nationalsozialismus, der Fall Staudinger). Staudinger blieb zwar im Amt, nicht zuletzt wegen seines wissenschaftlichen Ansehens und der Bedeutung der Polymerforschung, auf die Staudinger selbst zu seiner Verteidigung hinwies; Auslandsreisen wurden ihm jedoch verwehrt (Anweisung von 1937) und er musste noch 1934 ein vorsorgliches Entlassungsschreiben unterzeichnen, das aktiviert werden sollte, falls Staudinger nochmals politisch unliebsam auffiele. Auch Staudingers Wunsch, ein Kaiser-Wilhelm-Institut für Makromolekulare Chemie zu gründen, wurde 1937 wegen Bedenken zu seiner politischen Einstellung abgelehnt. Seine politische Haltung wurde von den NS-Funktionären genau beobachtet und als er 1940 mit Geldern der Industrie sein Institut für Makromolekulare Chemie gründen wollte, wurde dem stattgegeben, wobei seine guten Beziehungen zum Reichskommissar und Fabrikanten Emil Tscheulin (Präsident der Industrie- und Handelskammer in Freiburg) halfen.
Das Chemische Institut war durch den Bombenangriff am 27. November 1944 fast völlig zerstört worden. Erst 1947 konnte die Lehrtätigkeit in bescheidenem Umfang wieder aufgenommen werden und Staudinger beteiligte sich trotz fortgeschrittenen Alters aktiv am Wiederaufbau. Seine 1940 gegründete Abteilung für makromolekulare Chemie war 1951 in ein staatliches Forschungsinstitut umgewandelt worden und Staudinger leitete es nach seiner Emeritierung 1951 noch fünf Jahre ehrenamtlich. Mangels ausreichender finanzieller Förderung war es anfangs in seinem Privathaus untergebracht. Der 1953 verliehene Nobelpreis „für seine Entdeckungen auf dem Gebiet der makromolekularen Chemie“ führte neben dem öffentlichen Ruhm auch zu einer besseren Finanzierung seines Instituts (so stellte der Fonds der Chemischen Industrie unmittelbar 10.000 DM zur Verfügung).
1956 wurde er mit einer offiziellen Feier der Universität an seinem 75. Geburtstag verabschiedet. Das 1962 neu errichtete Institutsgebäude an der Universität Freiburg trägt heute den Namen Hermann-Staudinger-Haus.

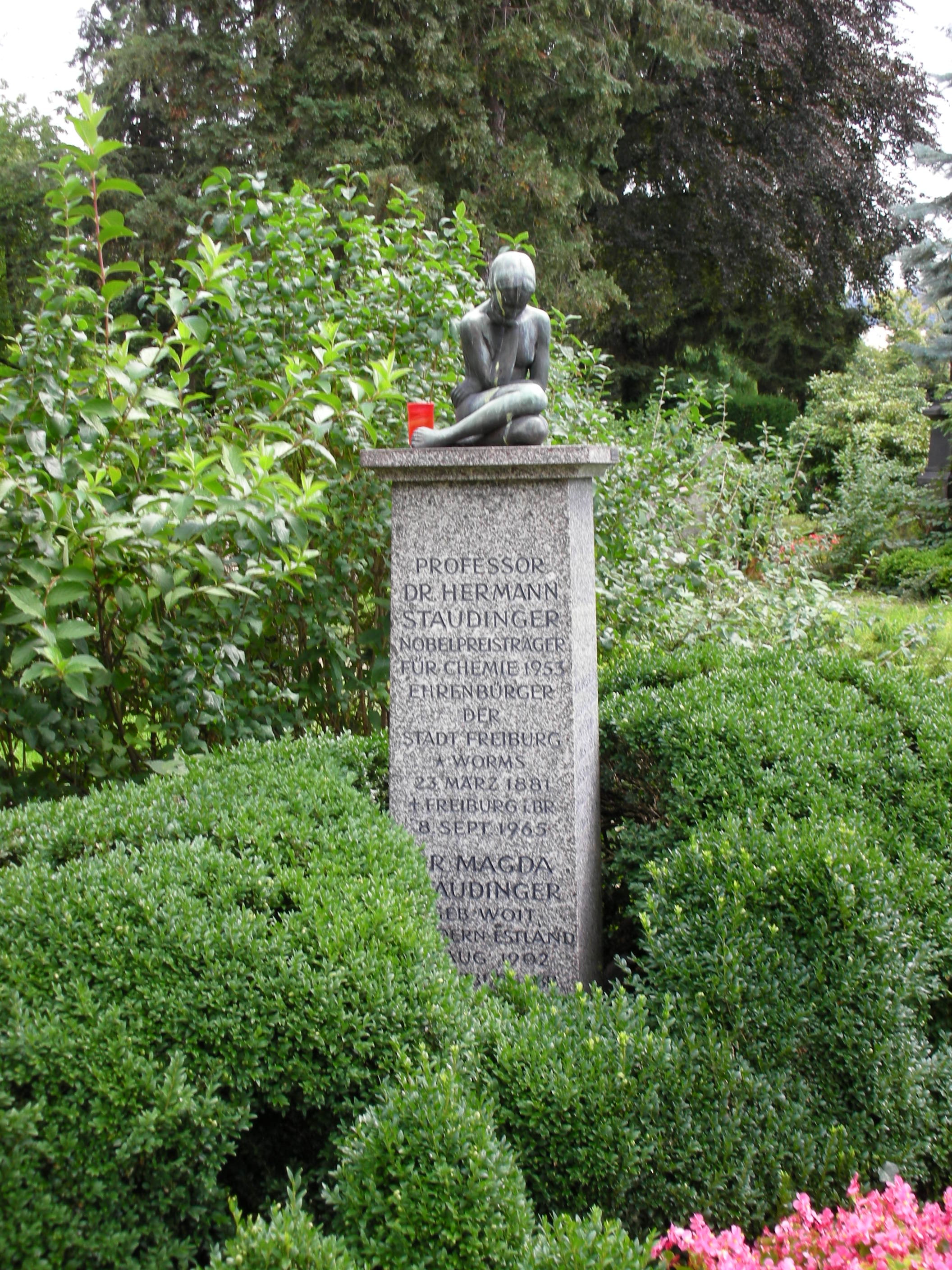
Das Grab Staudingers auf dem Freiburger Hauptfriedhof

1957 hielt er Gastvorlesungen in Japan, wobei er auch vom Tenno empfangen wurde, und hielt auf Einladung von Hermann Mark einen Vortrag an dessen Institut in Brooklyn, bei dem allerdings deutlich wurde, dass Staudingers Forschung an seinem Institut damals nicht mehr in allen Bereichen auf der Höhe der Zeit war im Vergleich zu der von Mark in den USA auf breiter interdisziplinärer Basis und in enger Verbindung zur Industrie begründeten Schule. 
Hermann Staudinger starb am 8. September 1965 in Freiburg im Breisgau. Seine Frau Magda veröffentlichte sieben Bände seiner Werke nach seinem Tod.

## Untersuchung zur Haltung während der Zeit des Nationalsozialismus
Eine Historikerkommission unter Leitung von Bernd Martin, die in Freiburg 2012 zur Überprüfung von Straßennamen eingesetzt worden war und Ende 2016 ihren Bericht vorlegte, untersuchte auch die Rolle Staudingers im Nationalsozialismus. In Freiburg sind eine Straße und eine Schule nach Staudinger benannt. Schon 1995 hatte Martin antisemitische Äußerungen Staudingers publiziert. So hatte sich Staudinger mehrfach beim Rektor der Universität und 1942 beim Reichserziehungsministerium in Berlin darüber beschwert, dass zu viele „Halbjuden“ an seinem Institut studieren würden. Man antwortete ihm, dass dies genehmigt worden sei. Außerdem sah er Kritik an seiner Forschung von jüdischen und anderen Wissenschaftlern aus dem Ausland, insbesondere durch seine Konkurrenten Hermann F. Mark und Kurt Heinrich Meyer, als Teil einer jüdischen Kampagne gegen ihn. Er versuchte, dies auch gegenüber den nationalsozialistischen Machthabern darzustellen, um deren Wohlwollen zu gewinnen und für seine eigene Arbeit mehr Mittel zu bekommen. Er versuchte 1937 vergeblich, in die NSDAP einzutreten, und wurde 1935 förderndes Mitglied der SS. Sein Institut wurde als kriegswichtig gefördert. Für eine Beteiligung an der Giftgasforschung, wie im Rahmen der Diskussion behauptet, gibt es allerdings nach Claus Priesner keine Belege. Andererseits gibt es Äußerungen jüdischer und „halbjüdischer“ Wissenschaftler, dass er sie geschützt habe. So setzte er sich 1933 vergeblich für einen Verbleib seines jüdischen Assistenten Ernst Trommsdorff an der Universität ein und ermöglichte 1942 seinem „halbjüdischen“ Studenten Ernst Bier, dem bereits die Fortsetzung des Studiums untersagt worden war, noch das Diplom bei ihm abzulegen. Eine Podiumsdiskussion in der Staudinger-Schule mit Priesner, Martin und der SPD-Stadträtin Renate Kiefer kam zu keinem eindeutigen Ergebnis über seine damalige Rolle. Martin meinte: „Wir können nicht den Stab über ihn brechen, ihn aber auch nicht entlasten“. Priesner sprach sich auf der Podiumsdiskussion gegen eine Umbenennung der Schule aus. Martin plädierte dafür, in vorsichtiger Weise ergänzende Informationen an dem Straßenschild für Staudinger anzubringen, was auch die Empfehlung der Kommission war. Staudinger selbst äußerte sich nach dem Krieg nicht zu seiner Verstrickung in den Nationalsozialismus und spielte die finanzielle Förderung seines Instituts und dessen kriegswichtige Forschung in einem Bericht von 1945 herunter. Allgemein galt er als unbelastet.

## Wissenschaftliches Werk
Im Jahr 1905 entdeckte Staudinger durch Umsetzung von 2-Chlor-2,2-diphenylacetylchlorid mit Zink das Diphenylketen. Das einfachste Keten entsteht aus Chloressigsäurechlorid und Zink. Später untersuchte er die Umsetzung der Ketene mit Alkoholen unter basischem Katalysatoreinfluss. In Karlsruhe lag zwischen 1907 und 1912 sein Interesse auch an einer synthetischen Darstellung von Isopren und 1,3-Butadien sowie an einer Polymerisation der Ketene. Chemieunternehmen nutzten Keten in späterer Zeit zur großtechnischen Herstellung von Säureanhydriden (Essigsäureanhydrid).
Staudinger befasste sich in Karlsruhe auch mit Umsetzungen des Oxalylchlorids und mit aliphatischen Diazoverbindungen.
An der ETH Zürich untersuchte Staudinger die Oxidation von Benzylaldehyd mit Wasserstoffperoxid zu Peroxybenzoesäure (die er in seiner Publikation Benzoyl-wasserstoffsuperoxyd nennt) und schlug dafür auch einen Reaktionsmechanismus vor. Durch Addition von Sauerstoff an Diphenylethen und Ketene bildeten sich hochmolekulare Peroxide und Ketenoxide.
Ketene addieren sich leicht an Doppelbindungen (C=C-, C=N-, N=O-, N=N-) an, so dass neue Vierringsynthesen möglich wurden (z. B. β-Lactame). Bei der thermischen Zersetzung von Ketenen bildeten sich leicht reaktive Carbene. Carbene bilden sich auch aus Diazomethan; Staudinger fand eine neue Darstellungsmethode von Diazomethan aus Chloroform und Hydrazin unter basischen Bedingungen. Die aliphatischen Verbindungen der Diazoverbindungen zeigten Analogien zu Ketenen. Die Umsetzung von Carbonylverbindungen mit Hydrazin ergab Hydrazone. Unter basischen Bedingungen ließen sich diese in die entsprechenden Kohlenwasserstoffe überführen; diese Umsetzung wurde später als Wolff-Kishner-Reduktion bezeichnet.
In Zürich stellte er auch künstlichen Pfeffer her, analysierte das Aroma von Kaffee und isolierte und analysierte mit Leopold Ružička Pyrethrine (natürlich vorkommende Insektizide).
Er befasste sich auch mit Explosivstoffen. In einem Steinbruch bei Zürich unternahm er auch einen ebenso denkwürdigen wie erfolglosen Versuch zur Diamantsynthese: In einem Druckbehälter brachte er Tetrachlormethan (CCl4) und metallisches Natrium zur Explosion, von der er in seinen Memoiren schreibt, dass der Schlag bis Paris gehört worden sei. Die zugrunde liegende Idee war, dass die Chloratome des CCl4 sich mit dem Natrium zu Natriumchlorid verbinden würden und der freie Kohlenstoff unter dem Druck der Explosion Diamantstruktur annehmen würde. Ein heute verbotenes Demonstrationsexperiment in Vorlesungen, das auf Staudinger zurückgeht, zeigte die explosive Umsetzung schon geringer Mengen von Natrium und Kalium mit Tetrachlormethan. Staudinger untersuchte auch die Reaktionsfähigkeit von Nitroglyzerin abhängig von der Temperatur.
Für den analytischen Nachweis und die Struktur von makromolekularen Stoffen gab es zu Beginn von Staudingers Arbeiten noch keine Kenntnisse. Staudinger konnte zeigen, dass sich makromolekulare Stoffe zwar aus mehreren tausend Molekülsegmenten zusammensetzen, jedoch keine Aggregate oder Kolloide sind. Bei Makromolekülen sind die Einzelmoleküle über Bindungen verknüpft und nicht nur zum Beispiel über die schwächeren Van-der-Waals-Kräfte (man kannte dazu Beispiele aus der Kolloidchemie und den zahlreichen von Alfred Werner gefundenen Komplexen). Gebräuchliche Begriffe waren damals Nebenvalenzen (Alfred Werner) und Partialvalenzen (Johannes Thiele). Mit der Synthese des Polyoxymethylens im Jahre 1927 und der Bestimmung der Molekülmassen von Makromolekülen konnte Staudinger dies nachweisen. Weitere Argumente Staudingers waren die hohe Viskosität von Makromolekülen selbst bei hoher Verdünnung und seine Versuche zur Hydrierung und Dehydrierung zum Beispiel von Kautschuk und Polystyrol, ohne diese vollständig zu zerstören, was gegen den Zusammenhalt durch schwache Kräfte wie die Van-der-Waals-Kräfte sprach.
Bereits im Jahr 1920 hatte Staudinger postuliert, dass es riesig große Moleküle gibt, die aus über 100.000 Atomen bestehen könnten. Diese Moleküle müssten kettenförmig aus gleichen Einheiten aufgebaut sein. Im Jahr 1922 prägte Staudinger den Begriff Makromolekül. Die Vorstellung solcher Makromoleküle stieß auf großen Widerstand unter den Chemikern. Einen ersten Höhepunkt erreichte die Auseinandersetzung anlässlich der Abschiedsvorlesung von Staudinger 1926 an der ETH Zürich, bevor er nach Freiburg wechselte. Heinrich Wieland, der ihn als Nachfolger nach Freiburg geholt hatte, lehnte solch große Moleküle allein aus intuitiven Gründen ab. Wichtiger war, dass der Kristallograph Paul Niggli es grundsätzlich für unmöglich hielt, dass ein Molekül wie hier größer als seine Elementarzelle sein könne, die im Rahmen der Röntgenkristallographie bestimmt wurde. Während dieses Argument die meisten Chemiker damals wenig ansprach, sahen Fritz Haber und Richard Willstätter die Notwendigkeit einer Klärung, wozu sie eine Sondersitzung im Bereich Chemie auf der Versammlung deutscher Naturforscher und Ärzte im Oktober 1926 in Düsseldorf ansetzten. Herman Mark entkräftete den Einwand der Kristallographen, viele Chemiker sahen aber keine Notwendigkeit, die Existenz so großer Moleküle anzunehmen, sondern hielten diese für Aggregate aus kleineren Einheiten (Max Bergmann, Hans Pringsheim, Paul Karrer, Kurt Hess). Staudinger konnte die rund 300 Zuhörer nicht überzeugen. Man argumentierte, dass er nur an einigen synthetischen unpolaren Kohlenwasserstoffen gearbeitet hatte, polare Moleküle wie Proteine und Polysaccharide wie Cellulose aber etwas ganz anderes wären und er im Übrigen die Möglichkeit des Zusammenhalts durch Assoziationskräfte nicht schlüssig widerlegt hätte. Willstätter zeigte sich in seinem Schlusswort als Anhänger der Makromolekül-These.
Vor Staudingers Thesen war zwar das Wort Polymer in Gebrauch, jedoch waren gänzlich andere Thesen zur Bindung und der Größe dieser Polymere im Umlauf. Nach einer damals verbreiteten Theorie von Carl Dietrich Harries in Kiel (1910) bestand zum Beispiel Kautschuk aus ringartig verbundenen Aggregaten aus Isopren-Dimeren. Das beruhte auf der Theorie von Johannes Thiele, der vermutete, dass sich zwischen den ungesättigten Bindungen Partialvalenzen ausbilden, die eine starke Kraftwirkung auf andere Einzelmoleküle haben sollten.
Es wurde angenommen, dass die Einzelmoleküle in Polymeren ihre Selbständigkeit nicht verlieren. Daher lehnte G. Schröter die Konstitutionsformeln von Staudinger über das polymere Diphenylketen (Ringverbindung aus vier Kohlenstoffatomen) ab. Im Jahr 1920 gab Staudinger eine ausführliche experimentelle Begründung seiner Ringformel.
Hinsichtlich komplexerer Polymerisationen, die nicht nur Dimere, sondern Makromoleküle ergeben, schrieb Staudinger im Jahr 1920:

„Will man sich eine Vorstellung über die Bildung und Konstitution solcher hochmolekularen Stoffe machen, so kann man annehmen, daß primär eine Vereinigung von ungesättigten Molekülen eingetreten ist, ähnlich einer Bildung von Vier- und Sechsringen, daß aber aus irgend einem, evtl. sterischen, Grunde der Vier- oder Sechsringschluß nicht stattfand, und nun zahlreiche, evtl. hunderte von Molekülen sich zusammenlagern, so lange bis sich ein Gleichgewichtszustand zwischen den einzelnen großen Molekülen, der von der Temperatur, Konzentration und dem Lösungsmittel abhängen mag, eingestellt hat.“

Im Artikel gab Staudinger auch kettenförmige Molekülstrukturen für Paraformaldehyd, Polystyrol und Kautschuk an. In der Folgezeit suchte Staudinger Methoden der Konstitutionsermittlung von makromolekularen Molekülen. Ein wichtiges Polymer für seine Untersuchung war zunächst Paraformaldehyd. Die freien endständigen Hydroxygruppen konnten mit Schwefelsäureestern zu Methylethern umgesetzt werden. Auch mit Essigsäureanhydrid war die Abschirmung der Endgruppen möglich. Der Gehalt an Hydroxygruppen ließ sich auf die Molekularmasse beziehen, so dass sich die Molekulargewichte der Makromoleküle abschätzen ließen.
Später untersuchten Staudinger und seine Mitarbeiter auch die Cellulose, sie nutzten dazu Viskositätsmessungen. Der Unterschied zwischen Cellulose und Stärke basiert nach Untersuchungen von Staudinger und H. Eilers auf der Bindungsweise (Stärke α-glycosidisch, Cellulose β-glycosidisch).
Mit Elfriede Husemann fand Staudinger Kettenverzweigungen und kugelförmige Stärkemoleküle. Mit Herman F. Mark und Kurt Heinrich Meyer von den I.G. Farben lieferte er sich heftige Auseinandersetzungen über die Struktur von Cellulose und anderen Polymeren als Makromoleküle, bevor sich seine Ansicht durchsetzte. Mark emigrierte aufgrund der Verfolgung durch die Nationalsozialisten erst nach Österreich und dann in die USA und baute dort jeweils Zentren der Polymerforschung auf, während Staudinger in den 1930er Jahren Deutschland nicht verlassen konnte und in seiner Außenwirkung somit behindert war.
Auch zur Struktur von Kautschuk konnte Staudinger einige grundlegende Entdeckungen machen. J. Fritschi und Staudinger reduzierten den Kautschuk unter Druck und erhielten Hydrokautschuk. Staudinger stellte die These auf, dass Kautschuk in linearen Ketten von Isopreneinheiten vorliegt, und gab die chemische Struktur und die durchschnittliche Kettenlänge von Kautschuk an. Zu den Polymerstrukturen von Kautschuk und Guttapercha fand Staudinger heraus, dass es sich um Unterschiede in der Konfiguration der im Polymer vorhandenen Doppelbindungen handeln müsse. Allerdings folgerte er aus der Dichte der Polymere, dass Kautschuk trans- und Guttapercha cis-Doppelbindungen enthalten müsse. Heute weiß man, dass es umgekehrt ist.

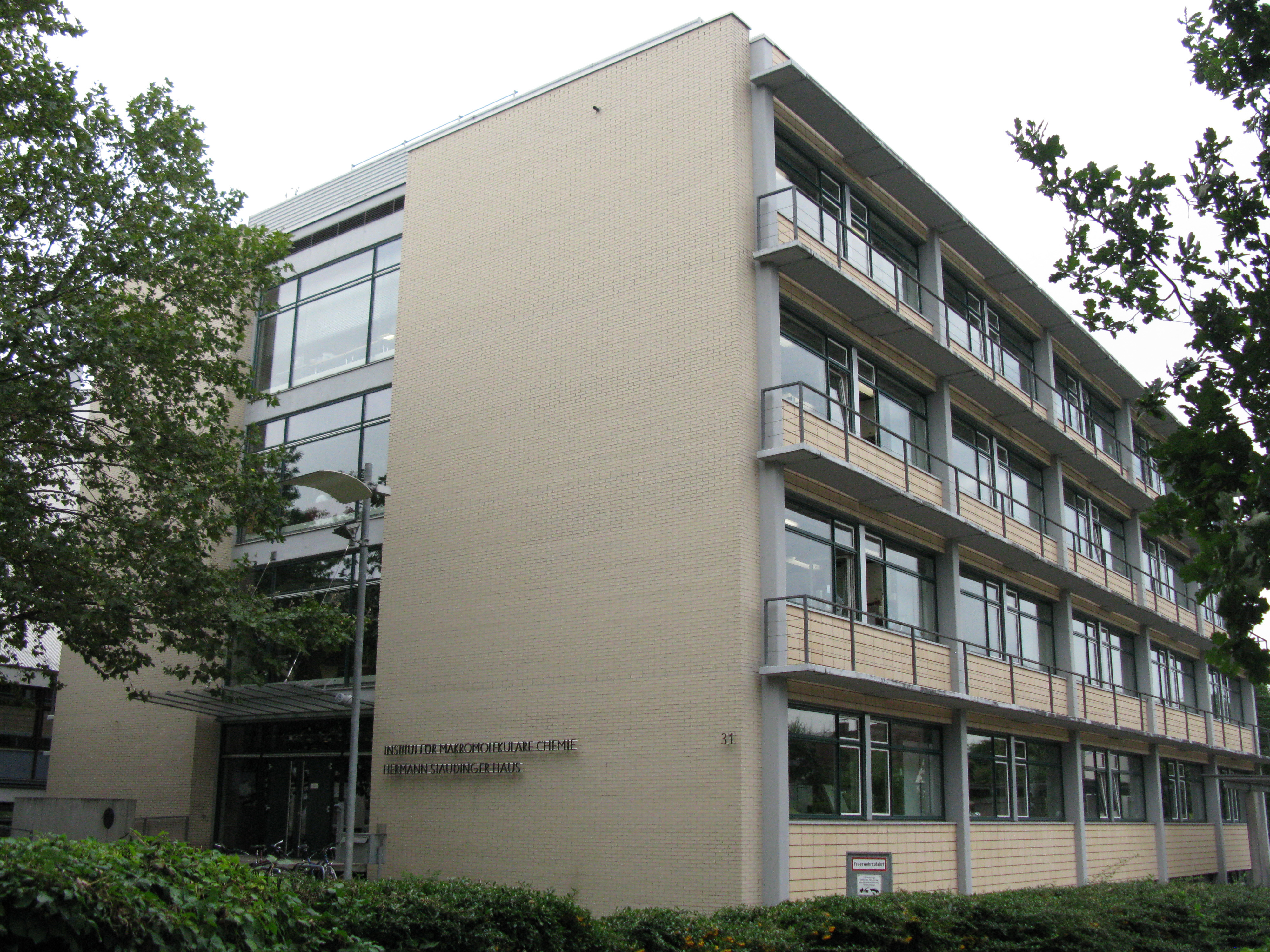
Institut für Makromolekulare Chemie der Uni Freiburg, Hermann-Staudinger-Haus

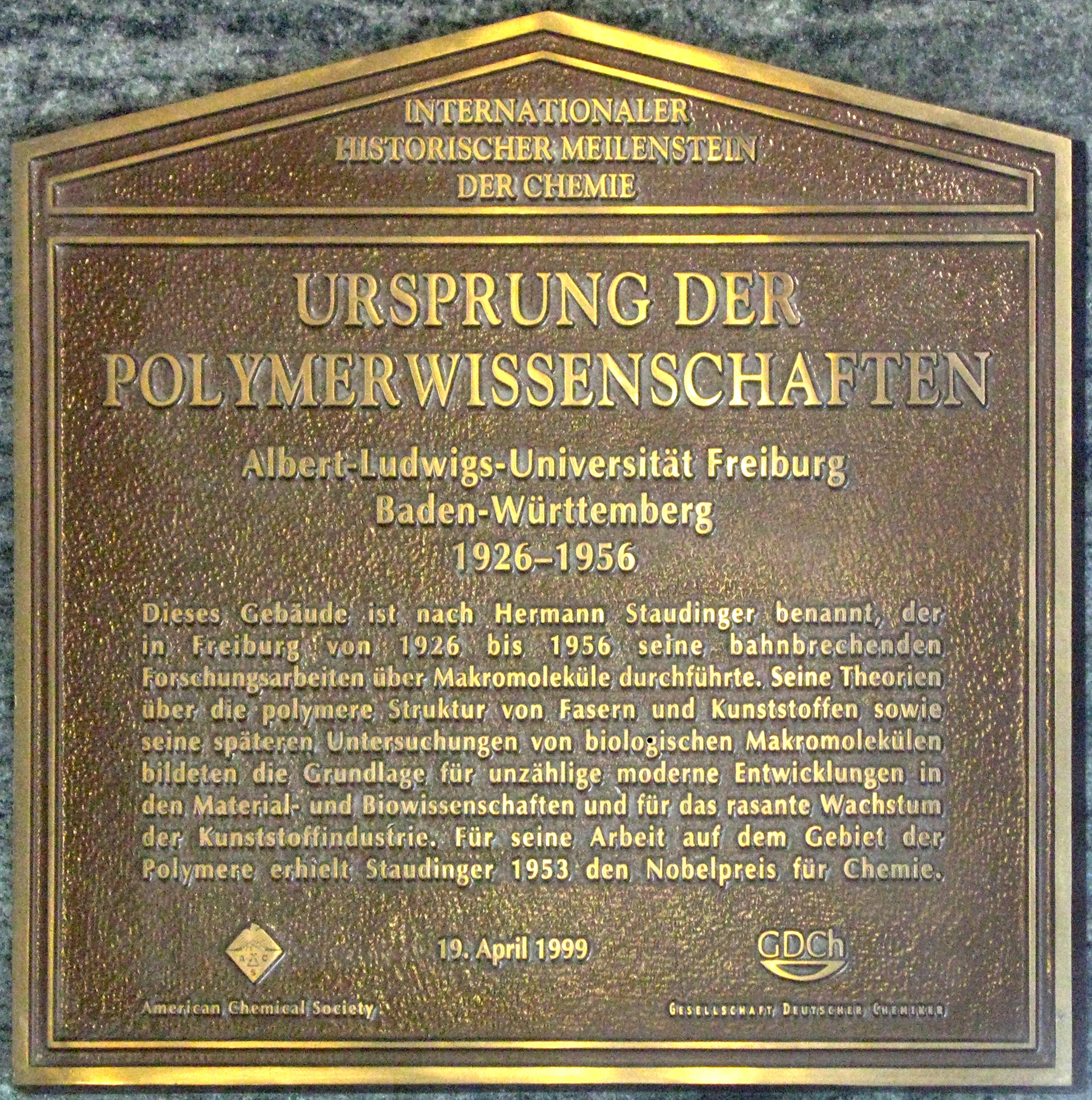
Gedenktafel „Historische Stätten der Chemie“ im Hermann-Staudinger-Haus

Staudinger entwickelte auch ein Verfahren, aus der Viskosität einer Lösung das Molekulargewicht von Makromolekülen zu bestimmen (siehe Mark-Houwink-Gleichung, auch Staudinger-Kuhn-Gleichung genannt, Staudinger-Index). Anfang der 1930er Jahre hatte sich das Modell der Makromoleküle auch bei Naturstoffen wie Kautschuk und Cellulose zunehmend durchgesetzt und wurde in Lehrbüchern von Staudinger (1932) und Mark und Meyer (1930) dargestellt. Dazu trugen auch Verbesserungen in der Röntgenkristallographie und Endgruppenbestimmung und die industriellen Erfolge der neuen Kunststoffe wie Nylon und Chloropren-Kautschuk bei.
Bei der 1919 nach ihm benannten Staudinger-Reaktion (Namensreaktion) werden Azide mit Triphenylphosphin unter Bildung eines intermediären Triphenylphosphanimins in Amine umgewandelt. Eine weitere nach ihm benannte Namensreaktion ist die Keten-Cycloaddition nach Staudinger.
Neben den komplexen Strukturen von Makromolekülen vermittelte er seinen Studenten auch Techniken zur Analyse komplexer Einzelstoff-Gemische in seinem 1923 erstmals erschienenen Lehrbuch. „Staudinger-Analysen“ waren über Generationen im Studium gefürchtet. Heute wird hierfür die moderne instrumentelle Analytik eingesetzt.

## Ehrungen und Mitgliedschaften
- 1929: Außerordentliches Mitglied der Heidelberger Akademie der Wissenschaften
- 1930: Emil-Fischer-Medaille
- 1932: Mitglied der Leopoldina
- 1933: Korrespondierendes Mitglied der Göttinger Akademie der Wissenschaften[50]
- 1949: Korrespondierendes Mitglied der Bayerischen Akademie der Wissenschaften
- 1952: Großes Bundesverdienstkreuz. 1957 erhielt er das Große Bundesverdienstkreuz mit Stern und 1965 mit Stern und Schulterband.
- 1953: Nobelpreis für Chemie „für seine Entdeckungen auf dem Gebiet der makromolekularen Chemie“
- 1954: Ehrenbürger der Stadt Freiburg „in Anerkennung seiner großen Verdienste in Forschung und Wissenschaft und des damit verbundenen Gewinns des Ansehens der Stadt Freiburg“.
- 1959: Korrespondierendes Mitglied der Académie des sciences[51]
- 1999: Gedenktafel der Gesellschaft Deutscher Chemiker im Rahmen des Programms Historische Stätten der Chemie an der Wirkungsstätte Staudingers in Freiburg.

Nach ihm sind die Staudingerschule in Worms, die Staudinger Gesamtschule in Freiburg, die Hermann-Staudinger-Realschule in Konz und das Hermann-Staudinger-Gymnasium Erlenbach benannt. Der Hermann-Staudinger-Preis für Makromolekulare Chemie ist nach ihm benannt, ebenso der „Staudinger-Durrer-Preis“ der ETH Zürich.

## Veröffentlichungen (Auswahl)
- Die Ketene, Verlag Enke, Stuttgart 1912.
- Anleitung zur qualitativen organischen Analyse, Verlag Springer, Berlin 1923, 7. Auflage Berlin 1968
- Tabellen zu den Vorlesungen der allgemeinen und anorganischen Chemie, Verlag Braun, Karlsruhe 1927.
- mit Günther Rienäcker: Tabellen für allgemeine und anorganische Chemie, Verlag Braun, Karlsruhe, 3. Auflage 1944, 4. Auflage 1946, 5. Auflage 1947.
- Die hochmolekularen Verbindungen, Kautschuk und Cellulose, Verlag Springer, Berlin 1932.
- mit Wilhelm Vieweg, Richard Röhrs: Fortschritte der Chemie, Physik und Technik der makromolekularen Stoffe, Verlag Lehmann, München 1939.
- Organische Kolloidchemie, Verlag Vieweg, Braunschweig 1940.
- Vom Aufstand der technischen Sklaven, Verlag Chamier, Essen-Freiburg 1947.
- Die makromolekulare Chemie und ihre Bedeutung in der Protoplasmaforschung, Springer Verlag, Wien 1954.
- Arbeitserinnerungen. Hüthig Verlag, Heidelberg 1961.
- mit Hermann Franz Mark, Kurt Heinrich Meyer: Thesen zur Größe und Struktur der Makromoleküle. Ursachen und Hintergründe eines akademischen Disputes. Verlag Chemie, Weinheim 1980, ISBN 3-527-25838-8.